# Lactobacillus acidophilus
Lactobacillus acidophilus o lactobacilo acidófilo, es una bacteria del género Lactobacillus. En España la legislación no permite llamar yogur a la leche fermentada con otros microorganismos que  el Streptococcus thermophilus y el Lactobacillus bulgaricus, por lo que en el caso de usar Lactobacillus acidophilus para la fermentación toma la denominación de leche fermentada. La bacteria crece, fácilmente, en medios mucho más ácidos que los ideales para otros microorganismos (pH 4-5 o menores) y crece en condiciones óptimas a unos 45 °C.

## Etimología
El término Lactobacillus es la unión de un prefijo y una raíz: lacto que significa leche y bacillus que quiere decir en forma de barra o vara. Por otro lado, acidophilus quiere decir con afinidad por los ácidos.

## Distribución y hábitat
El L. acidophilus crece de manera natural en una gran variedad de alimentos, incluidos la leche, la carne, el pescado y los cereales. No solo está presente en los intestinos de los animales y en el del propio ser humano, sino también en la boca y la vagina. El L. acidophilus absorbe la lactosa y la metaboliza formando ácido láctico. Ciertas variedades genéticamente similares (conocidas como heterofermentivas), también producen etanol, dióxido de carbono y ácido acético como subproductos (hay que reseñar que el lactobacilo acidófilo produce exclusivamente ácido láctico). Como cualquier bacteria puede ser eliminada por un exceso de calor, humedad, o la luz solar directa.

## Acciones
El L. acidophilus se considera un probiótico o bacteria beneficiosa para el ser humano. Este tipo de bacterias habitan en los intestinos (y en la vagina de los mamíferos) junto con otras 400 especies de bacterias y levaduras.  Su presencia ayuda a mantener el balance en la diversidad de organismos bacterianos y protege del efecto nocivo de otros microorganismos. La degradación de nutrientes efectuada por este microorganismo produce ácido láctico, ácido acético, peróxido de hidrógeno y otros subproductos que crean un medio hostil para otros organismos indeseables. El L. acidophilus consume los nutrientes de otros muchos microorganismos entrando en competencia con ellos y controlando, por la disminución de nutrientes, el desarrollo desmedido de estos. 
Durante la digestión, ayuda en la producción de niacina, ácido fólico, vitamina K y vitamina B6 (piridoxina). Algunos estudios demuestran que el L. acidophilus puede ayudar a la desconjugación y separación de los aminoácidos por los ácidos biliares, que posteriormente pueden ser reciclados por el cuerpo.

## Usos
Cultivos de L. acidophilus se comercializan para prevenir o tratar diarreas no complicadas y causadas por antimicrobianos que interrumpen la flora intestinal habitual. Puede ser útil en la prevención y tratamiento de la vaginosis bacteriana e infecciones vaginales causadas por Candida albicans aunque estudios clínicos han mostrado resultados inconclusos.
El uso del lactobacilo acidófilo puede causar un incremento suficiente en la producción y absorción intestinal de vitamina K lo que puede disminuir la efectividad de la warfarina.
La suplementación probiótica, en general, no alivia en estudios clínicos los signos y síntomas de la intolerancia a la lactosa en adultos. Algunas evidencias sugieren que ciertas cepas, concentraciones o preparaciones específicas, son eficaces en esta población de pacientes.

### Otras citas
- Yamamah GAN, Mehana N, Salem M, Abou-Zekri M, Khashaba O, El-fiki E. The role of Bifidobacterium bifidum and Lactobacillus

acidophilus as probiotics in controlling infantile watery diarrhea. The Egyptian Medical Journal of the National Research Centre
2005;4:29-34.